# Bettaseethakal, Tumkur
Bettaseethakal là một làng thuộc tehsil Tumkur, huyện Tumkur, bang Karnataka, Ấn Độ.